# M5軽戦車
M5軽戦車（英語: Light Tank M5）は、アメリカ合衆国で開発され、第二次世界大戦中連合国軍が使用した軽戦車。M3軽戦車の改良型。M3軽戦車と同じ、スチュアートのニックネームで呼ばれていた。イギリス軍では、特にスチュアートVIとしてM3軽戦車と区別された。

## 概要
1941年3月に生産が開始されたM3軽戦車は、当初コンチネンタル社製のガソリンエンジンを搭載していたが、このエンジンの供給が追いつかなくなってきたため、1941年7月からギバースン社製のディーゼルエンジンを搭載した型も併行生産されるようになった。しかしながら、ディーゼルエンジン型には問題もあり生産数も少なかった。こうした状況でゼネラルモータース社より、同社の高級車ブランドであるキャデラックに搭載されている4ストロークV型8気筒液冷ガソリンエンジン2基と、同じくキャデラックとオールズモビルに搭載されたオートマチックトランスミッションの「Hydramatic」2基をM3軽戦車に搭載する改良案が提示された。この改良案は承認され、M3E2の形式名が与えられて評価試験が行われた結果、1942年2月にM5軽戦車として制式採用された。
M5軽戦車は、エンジン2基を搭載するという関係でエンジンルームが大きくなり、前部車体より一段高くなっている。その一方、内部の居住性はM3軽戦車より改善しており、砲弾搭載数、燃料積載量も増加している。また、車体は単純な箱型形状となり、車体前面装甲は傾斜装甲が採用されている。M5は、1942年3月から12月まで2,074両が生産された。
M5の生産が開始された後、M3軽戦車にM5の技術がフィードバックされ、改良型のM3A3として制式化された（1942年8月）。そして、M3A3で新規採用された新型砲塔などの技術を今度はM5軽戦車に適用したタイプがM5A1であり、1942年9月に制式化された。M5A1の生産は1943年になってから行われたが、1944年6月までの間に6,810両が生産された。

## 戦歴

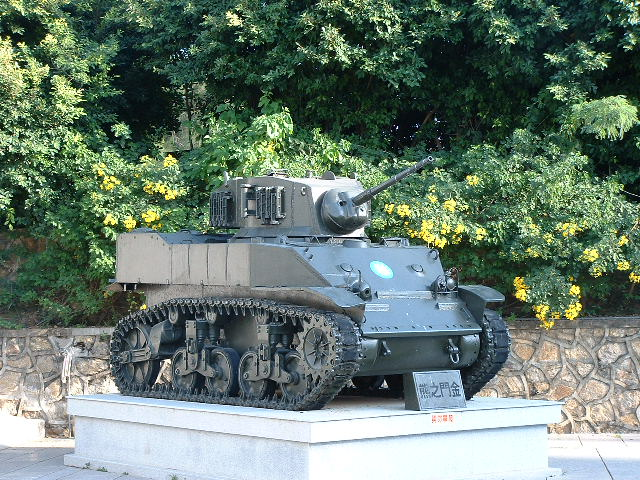
金門島の戦いで活躍した中華民国軍のM5軽戦車。

M5軽戦車は1942年11月に北アフリカ戦線で実戦投入され、その後もイタリア戦線、ヨーロッパ戦線に投入されたが、ドイツ国防軍の戦車の攻撃力・防御力が急速に増大したため、ヨーロッパ戦域では主に偵察任務や後方任務で使用され、対戦車戦に投入される機会は少なかった。一方、太平洋戦域では日本軍の戦車を相手に互角の戦いを行う事ができた。
戦後、余剰となったM5およびM5A1はM3A1やM3A3と共に友好国に供与されるなどし、1950年代、60年代に発生した世界各地の紛争に投入された。1949年には、中華民国軍（台湾軍）に配備されていたM5軽戦車が、中華民国支配地域の金門島に侵攻した中国人民解放軍の撃退に大きな働きをし、中華民国軍から「金門之熊(金門のクマ)」の称号を与えられた。この戦いで使われた戦車は、現在も記念碑として金門島に飾られている。

## バリエーション

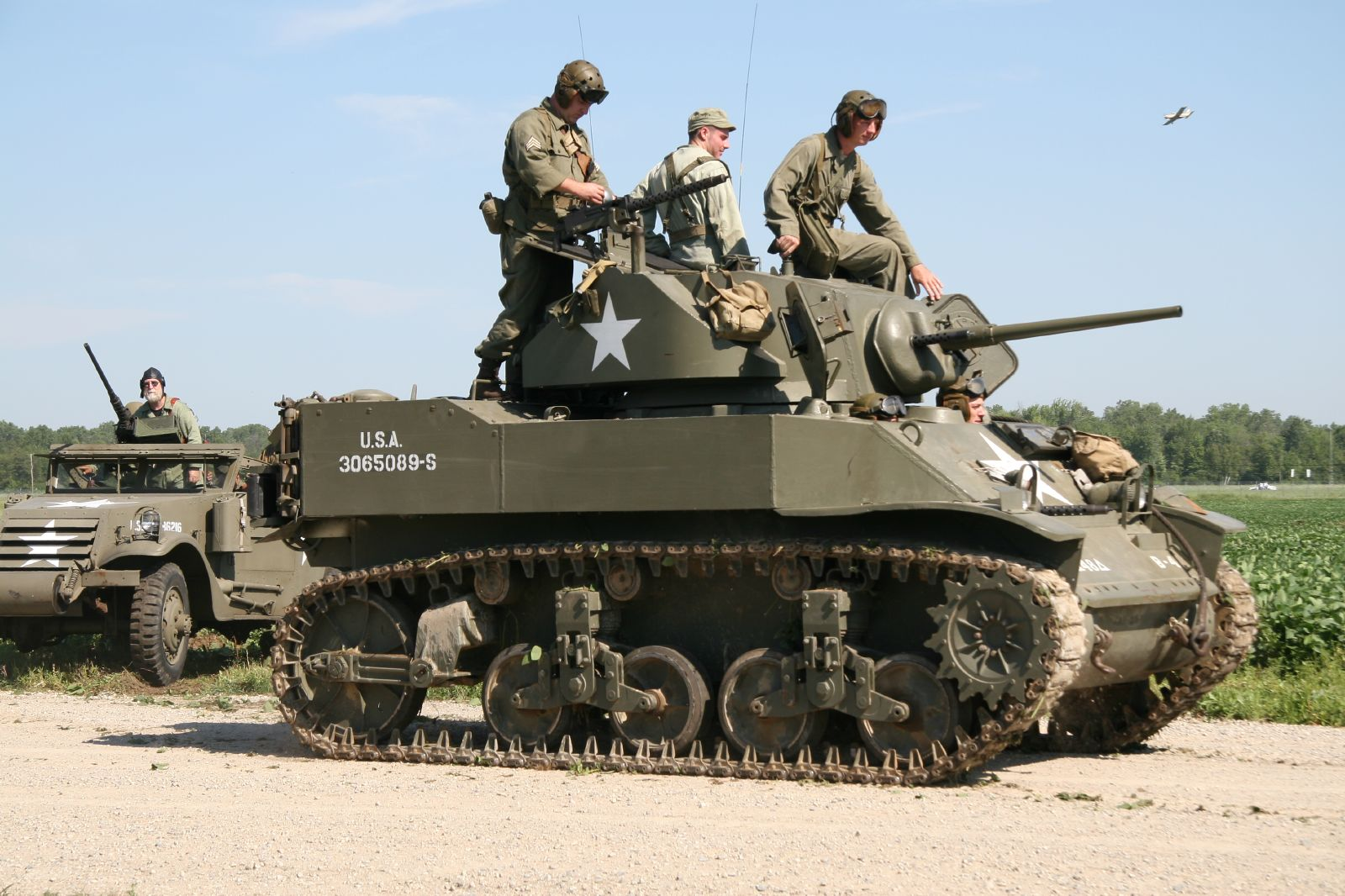
2006年開催の航空ショーに登場したM5A1

M5
原型形式。開発時の形式はM3E2。M3後期型やM3A1と同型の円筒形の砲塔を搭載している。1942年3月から1942年12月まで2,074両が生産された。
M5A1
新型砲塔搭載の改良型。1943年1月から1944年6月まで6,810両が生産された。砲塔後部が後方に張り出して容積が拡大している。砲塔右の出っぱりは車外で機関銃を使用する際の防弾板兼、機関銃の収納として使用可能なもので、未装備の車両もある。
M8 75mm自走榴弾砲
M5軽戦車の車体に、M2 75mm榴弾砲を搭載したオープントップの旋回砲塔を載せたもの。1942年9月から1944年1月まで1,778輌が生産された。
T6装甲回収車
M5軽戦車の車体を利用した装甲回収車として計画されたが、M24軽戦車をベースとしたT6E1装甲回収車の開発計画に置き換えられ中止された。
T8偵察車
M5/M5A1の砲塔を取り外し、M2重機関銃を装備した車両。機関銃搭載位置などがわずかに異なる"T8"と"T8E1"の２種類が試作され、T8E1が採用され少数が使用された
T27 81mm自走迫撃砲
試作車。M5A1の車台から砲塔を撤去し戦闘室をオープントップとした全装軌式自走迫撃砲。1943年11月に計画開始。1944年12月21日に開発中止。後の「M125 81mm自走迫撃砲」の先駆。
T29 4.2インチ（107mm）自走化学迫撃砲
試作車。同上。1944年1月に計画開始。1944年12月21日に開発中止。後の「M106 107mm自走迫撃砲」の先駆。
T41 75mm自走榴弾砲
M5の車台をベースに、オープントップの固定戦闘室にM1A1 75mm榴弾砲を搭載する自走榴弾砲。モックアップのみ。1942年頃に計画中止。この開発経験は、後のT82 105mm自走榴弾砲に開発に生かされる。
T82 105mm自走榴弾砲
ジャングル戦向けの軽自走榴弾砲として、1943年12月に開発が始まったM5A1の車台上にオープントップの固定戦闘室を設け、M3 105mm榴弾砲を搭載した自走榴弾砲の試作車。試作車2輌が製作されたが、アバディーン性能試験場での試験でほぼ満足する結果を出せたものの、戦局から必要性も無くなったことから、1945年6月21日に開発中止。

## その他

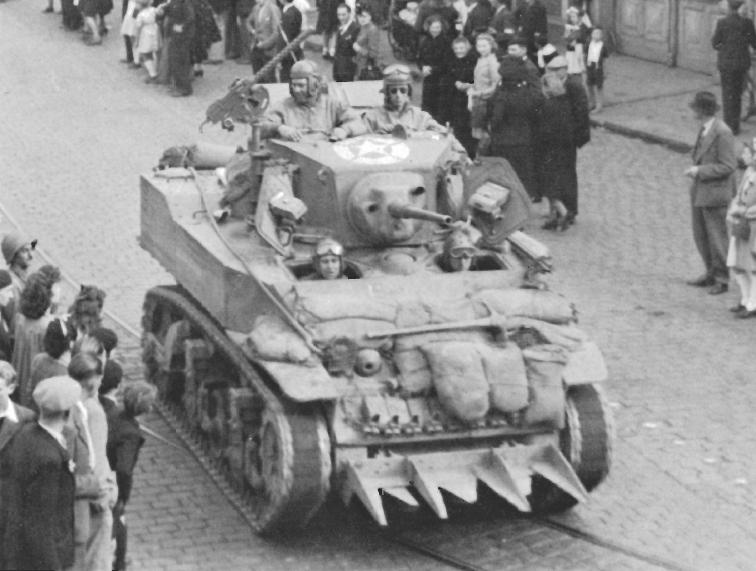
ヘッジロウカッターを装着したM5A1。1944年9月のフランスにて撮影。

田宮模型から発売されているM5A1軽戦車のプラモデルには、「ヘッジホッグ」（hedgehog、ハリネズミの意）のニックネームが付けられているが、これは、アメリカ軍がノルマンディー周辺（フランスの西部）で、低木や潅木の茂みや生垣（ボカージュ）を突破しやすくする為に、戦車や装甲車の車体先端に取り付けた鋤状の器材である「ヘッジロウカッター」（Hedgerow Cutter）を装着した車両に対してのニックネーム（あるいは、ヘッジロウカッターを装着した特定の車両固有のニックネーム）と思われる（このプラモデルは、ヘッジロウカッター装着状態を製作出来るようになっている）。M5／M5A1軽戦車全般に対するニックネームとしては、前述のように、「スチュアート」あるいは「ゼネラル・スチュアート」が一般的である。

## 登場作品

### 映画
『デッドゾーン』
回想シーンにドイツ軍戦車として登場する。

### ドラマ
『ザ・パシフィック』
アメリカ陸軍が使用。

### ゲーム
『War Thunder』
アメリカ軽戦車M5A1として登場。
『World of Tanks』
アメリカ軽戦車M5 Stuartとして登場。また中国軽戦車M5A1 Stuartとして登場する。
『コール オブ デューティ3』
アメリカ軍の戦車として登場。ヘッジロウカッターを装着している。
『パンツァーフロント』
『虫けら戦車』
ヘッジロウカッターを装備しており、名称がヘッジホッグになっている。